# وارن هال
وارن هال (بالإنجليزية: Warren Hull) مواليد 17 يناير 1903 في الولايات المتحدة - الوفاة 14 سبتمبر 1974 في واتربوري، الولايات المتحدة، هو ممثل أمريكي بدأ مسيرته الفنية سنة 1923. من أعماله ماركد مين. امتدت مسيرته الفنية لأكثر من 41 عاما. درس في جامعة نيويورك.

## روابط خارجية
- وارن هال على موقع IMDb (الإنجليزية)
- وارن هال على موقع أول موفي (الإنجليزية)
- وارن هال على موقع قاعدة بيانات برودواي على الإنترنت (الإنجليزية)
- وارن هال على موقع قاعدة بيانات الفيلم (الإنجليزية)